# Pothole-Gletscher
Der Pothole-Gletscher (pothole engl. für „Gletschertopf“) befindet sich in den Tordrillo Mountains in Alaska (USA). Der Gletschername wurde im Jahr 1927 von S. R. Capps vom U.S. Geological Survey (USGS) gemeldet.
Der Pothole-Gletscher ist ein 7,1 km langer Talgletscher im Südwesten der Tordrillo Mountains. Der Pothole-Gletscher hat sich mittlerweile soweit zurückgezogen, dass seine beiden Quellgletscher nicht mehr miteinander verbunden sind. Das obere Ende des nördlichen Quellgletschers liegt am Südwesthang des Mount Nagishlamina, das obere Ende der südlichen Quellgletschers befindet sich 5 km westnordwestlich des Mount Chichantna. Unterhalb des gegenwärtigen unteren Gletscherendes befindet sich eine etwa 3 km lange Moräne. Unterhalb dieser liegt ein 90 ha großer Gletscherrandsee, dessen Schmelzwasser dem Nagishlamina River zufließt.